# Indiana Fever 2014
La stagione 2014 delle Indiana Fever fu la 15ª nella WNBA per la franchigia.
Le Indiana Fever arrivarono seconde nella Eastern Conference con un record di 16-18. Nei play-off vinsero la semifinale di conference con le Washington Mystics (2-0), perdendo poi la finale di conference con le Chicago Sky (2-1).

## Roster
| N° | Naz.                   | Ruolo | Sportivo          | Anno | Alt. | Peso |
| -- | ---------------------- | ----- | ----------------- | ---- | ---- | ---- |
| 1  | Stati Uniti (bandiera) | G     | Shavonte Zellous  | 1986 | 178  | 70   |
| 2  | Stati Uniti (bandiera) | A     | Erlana Larkins    | 1986 | 185  | 92   |
| 4  | Stati Uniti (bandiera) | G     | Sydney Carter     | 1990 | 168  | 60   |
| 5  | Stati Uniti (bandiera) | G     | Layshia Clarendon | 1991 | 175  | 64   |
| 8  | Stati Uniti (bandiera) | G     | Maggie Lucas      | 1991 | 178  | 69   |
| 11 | Stati Uniti (bandiera) | A     | Lynetta Kizer     | 1990 | 193  | 104  |
| 12 | Stati Uniti (bandiera) | A     | Jasmine Hassell   | 1991 | 188  | 93   |
| 13 | Stati Uniti (bandiera) | GA    | Karima Christmas  | 1989 | 183  | 82   |
| 20 | Stati Uniti (bandiera) | G     | Briann January    | 1987 | 173  | 73   |
| 24 | Stati Uniti (bandiera) | A     | Tamika Catchings  | 1979 | 185  | 76   |
| 25 | Stati Uniti (bandiera) | GA    | Marissa Coleman   | 1987 | 185  | 73   |
| 33 | Stati Uniti (bandiera) | A     | Natasha Howard    | 1991 | 191  | 77   |
| 34 | Stati Uniti (bandiera) | C     | Krystal Thomas    | 1989 | 196  | 95   |

## Staff tecnico
- Allenatore: Lin Dunn
- Vice-allenatori: Stephanie White, Sylvia Crawley
- Vice-allenatore per lo sviluppo dei giocatori: Carlos Knox
- Preparatore atletico: Todd Champlin
- Preparatore fisico: Emily Novitsky